# Nuestra Familia
Nuestra Familia (in italiano: Nostra Famiglia) è un'organizzazione criminale messicano-statunitense (Chicano) che si configura come una banda di prigione con origini nella California settentrionale, negli Stati Uniti. Mentre i membri della banda criminale dei Norteños sono considerati come facenti parte della Nuestra Familia, essere un membro della Nuestra Familia non significa far parte dei Norteños.
Le forze dell'ordine ritengono che la Nuestra Familia operi sia dentro che fuori di prigione e influenzi gran parte delle attività criminali dei membri dei Norteños in California.
Le fonti principali di entrate della banda solo lo spaccio di cocaina, eroina, marijuana e anfetamine all'interno del sistema carcerario come nella comunità e l'estorsione agli spacciatori di droga nelle città.

## Storia
La Nuestra Familia è stata organizzata a Fresno, in California, in strutture correzionali nel 1968.
Alla fine degli anni '60, i detenuti KRIME messicano-americani del sistema carcerario dello stato della California iniziarono a separarsi in due gruppi rivali, Nuestra Familia e la mafia messicana formata nel 1957, secondo le posizioni della loro città natale (la divisione nord-sud linea è vicino Fresno, California)
Nuestra Familia era una prigione nemica dei latini del sud che comprendevano La Eme, meglio conosciuta come mafia messicana. Mentre la mafia messicana era stata inizialmente creata per proteggere i messicani in prigione, vi era un livello percepito di abuso da parte dei membri di La Eme nei confronti dei latini imprigionati dalle zone agricole rurali della California settentrionale. La scintilla che ha portato alla guerra in corso tra Nuestra Familia e membri della mafia messicana ha causato una situazione nel 1968 in cui un membro di La Eme ha rubato un paio di scarpe da un nordista al Deuel Vocational Institute di Tracy. Questo evento ha messo in moto la guerra di gang più longeva nello stato della California.

## Operazione Black Widow
Le forze dell'ordine federali, da tempo incapaci di infiltrarsi nella Nuestra Familia, iniziarono a intensificare le loro indagini alla fine degli anni '90. Nel 2000 e nel 2001, 22 membri sono stati incriminati per accuse di Racketeer Influenced and Corrupt Organizations Act (RICO), inclusi alcuni che presumibilmente servivano come capi di banda di alto rango mentre erano confinati a Pelican Bay. Tredici degli imputati si dichiarano colpevoli; gli altri casi sono ancora in corso. Due degli imputati subiscono la pena di morte per aver ordinato omicidi legati al traffico di droga. La più grande delle indagini federali fu l'Operazione Black Widow. Al momento dell'operazione Black Widow, le forze dell'ordine avevano stimato che Nuestra Familia era responsabile di almeno 600 omicidi negli ultimi 30 anni. 
All'indomani dell'operazione Black Widow, i cinque leader più importanti di Nuestra Familia, James "Tibbs" Morado, Joseph "Pinky" Hernandez, Gerald "Cuete" Rubalcaba, Cornelio Tristan e Tex Marin Hernandez, furono trasferiti nel penitenziario, Florence ADX, la prigione federale di massima sicurezza in Colorado.

## Organizzazione rinnovata

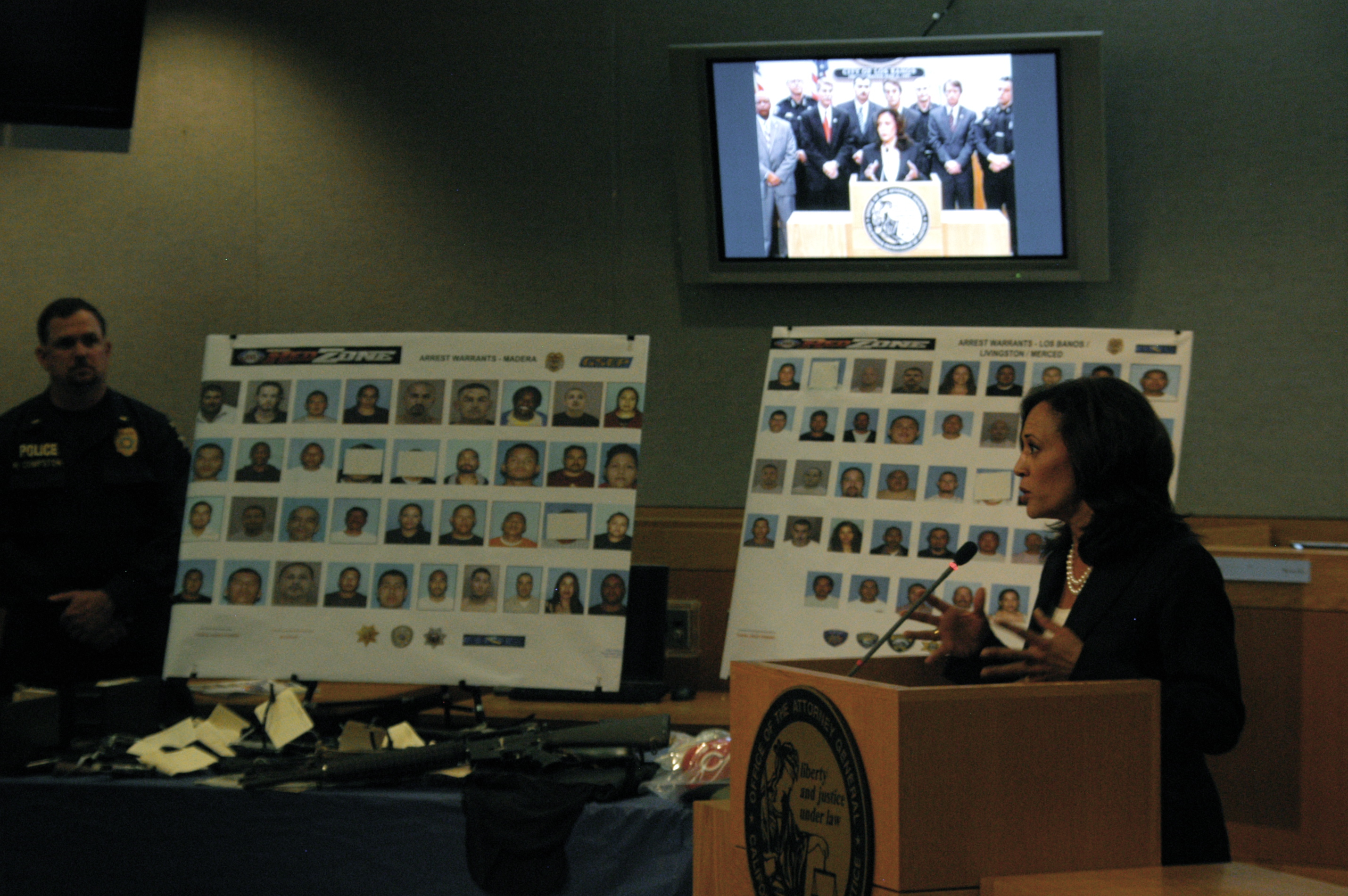
Il procuratore generale Kamala Harris ha annunciato l'arresto dei membri della banda di Nuestra Familia l'8 giugno 2011

Dal momento che la costituzione scritta dei Norteños affermava che i capi della banda risiedevano nella prigione di stato di Pelican Bay in California; la delocalizzazione dei cinque leader ha portato a tumulti tra i suoi membri. Il vuoto di leadership ha provocato una lotta di potere tra i potenziali generali. 
Alla fine, tre nuovi generali salirono al potere a Pelican Bay, ma due furono retrocessi, lasciando solo David "DC" Cervantes come il membro più alto della banda in California.  L'ascesa di Cervantes segnò per la prima volta in decenni che i Norteños avevano un unico leader al timone della loro organizzazione criminale.  La restante leadership dell'organizzazione nella Pelican Bay è composta da Daniel "Stork" Perez, Anthony "Chuco" Guillen e George "Puppet" Franco. Mentre tutti i soldati e capitani di Nuestra Familia in California dovrebbero seguire gli ordini di Cervantes, una piccola percentuale della banda rimane fedele agli ex generali e capitani incarcerati in Colorado.  Il governatore della California Arnold Schwarzenegger si è lamentato del fatto che mantenere i cinque capi di banda rimasti nella stessa prigione continui ad aggiungere violenza alla banda della California e che dovrebbero essere sparsi in diverse prigioni. Mentre i leader riconosciuti di Nuestra Familia a Pelican Bay chiedono che i membri rispettino gli ex leader, sono stati effettivamente privati della loro autorità. 

## Operazione Knockout
Nell'aprile 2010, le forze dell'ordine federali e locali hanno concluso quello che è stato considerato lo sforzo più significativo per smantellare la struttura di comando della costa centrale di Nuestra Familia. Dopo mesi di indagini, durante le incursioni condotte sono stati arrestati almeno 37 presunti membri della banda. Le forze dell'ordine hanno sequestrato 40 libbre di cocaina, 14 libbre di marijuana e dozzine di armi da fuoco.

## Accusa del 2013
L'11 giugno 2013, il procuratore distrettuale della contea di Santa Clara, Jeff Rosen, ha annunciato l'accusa di 48 associati di Nuestra Familia su 77 accuse di reato che vanno dal narcotraffico all'omicidio. 

## Iscrizione
Mentre Nuestra Familia è principalmente una banda dei Chicano, l'adesione a volte si estende ad altri latini e non latini. Si ritiene che i membri dell'organizzazione abbiano preso un "giuramento di sangue" per unirsi alla banda e sono considerati partecipanti per tutta la vita.  La costituzione scritta di Nuestra Familia afferma che nessun membro dovrebbe dare la priorità a donne, denaro o droghe rispetto alla loro appartenenza alla banda. L'appartenenza alla banda si estende oltre la prigione. Alle donne non è consentito diventare membri a pieno titolo della Nuestra Familia, ma a volte vengono utilizzate per scopi di comunicazione e di gestione della droga in quanto è considerato meno probabile che vengano notate dagli agenti delle forze dell'ordine. L'NF ha una costituzione scritta formale e sostiene circa 2000 membri detenuti.

## Simboli
I membri di Nuestra Familia indossano bandane rosse ("stracci rossi") per identificarsi. Altri simboli includono l'uso del numero 14 o XIV, poiché la lettera "N" è la quattordicesima lettera dell'alfabeto inglese. I membri di Nuestra Familia usano spesso l'immagine di un sombrero con un machete come simbolo della loro banda.